# Küps

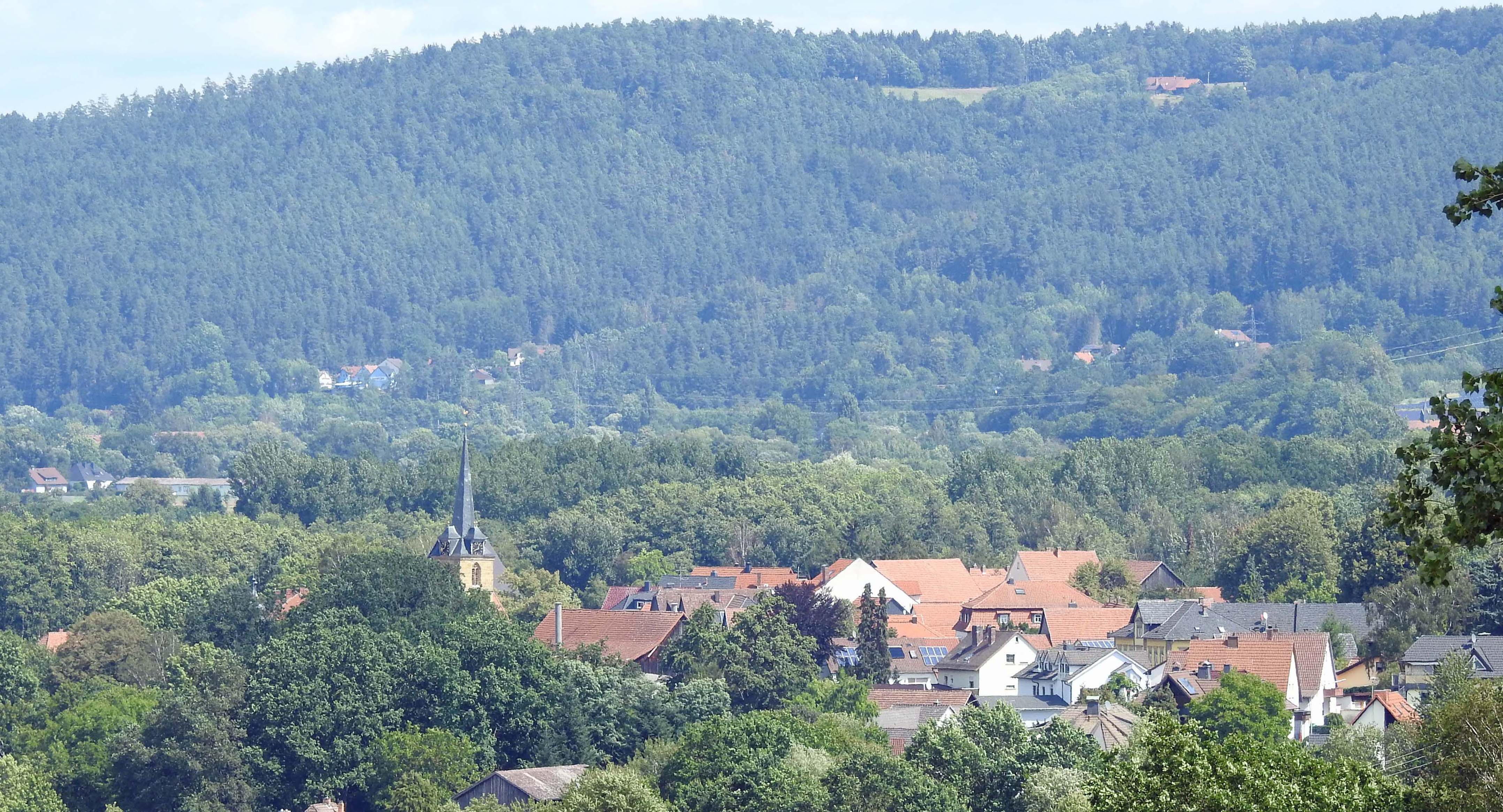
Küps von Südwesten

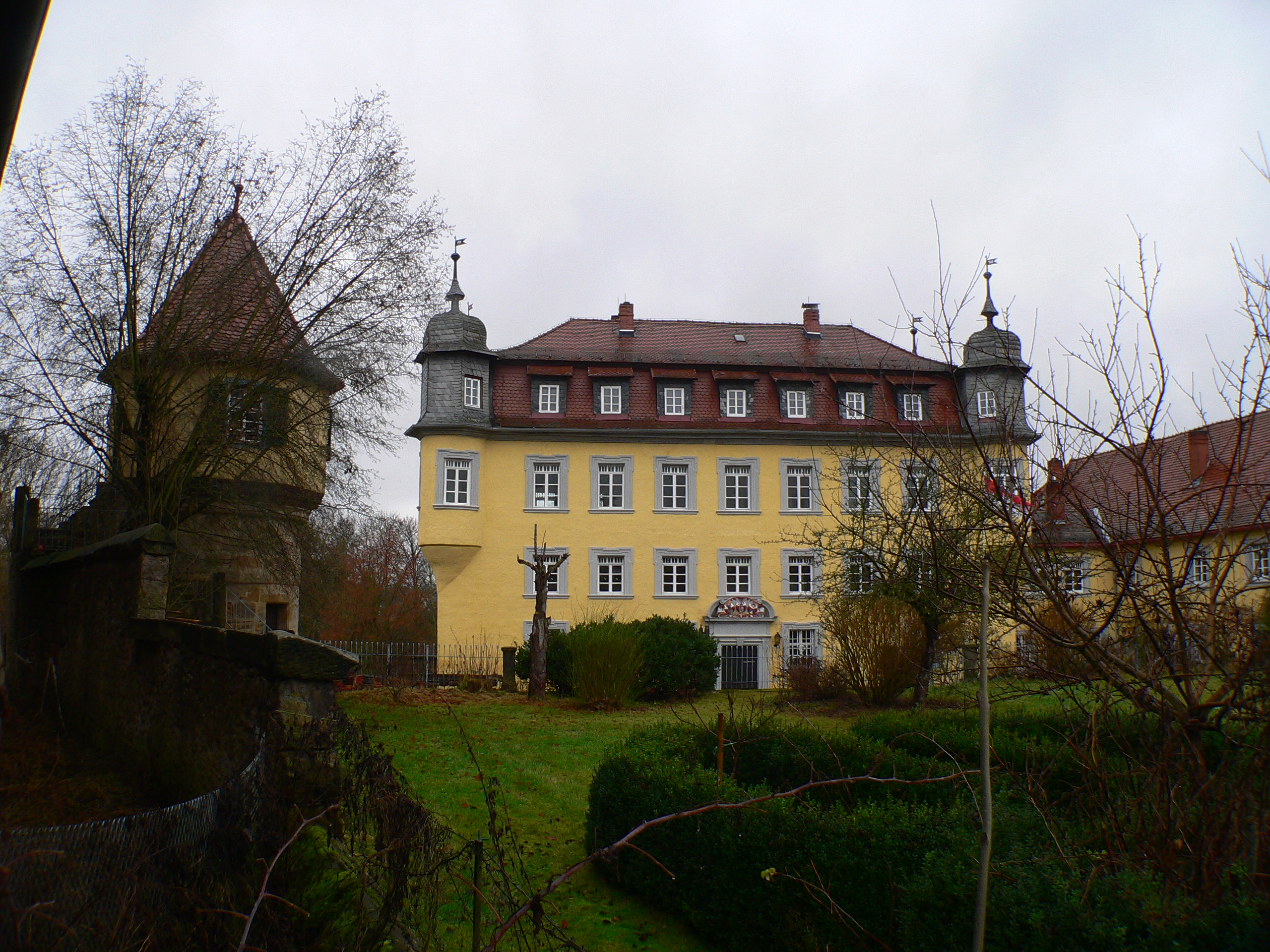
Hinteres oder Neues Schloss Küps

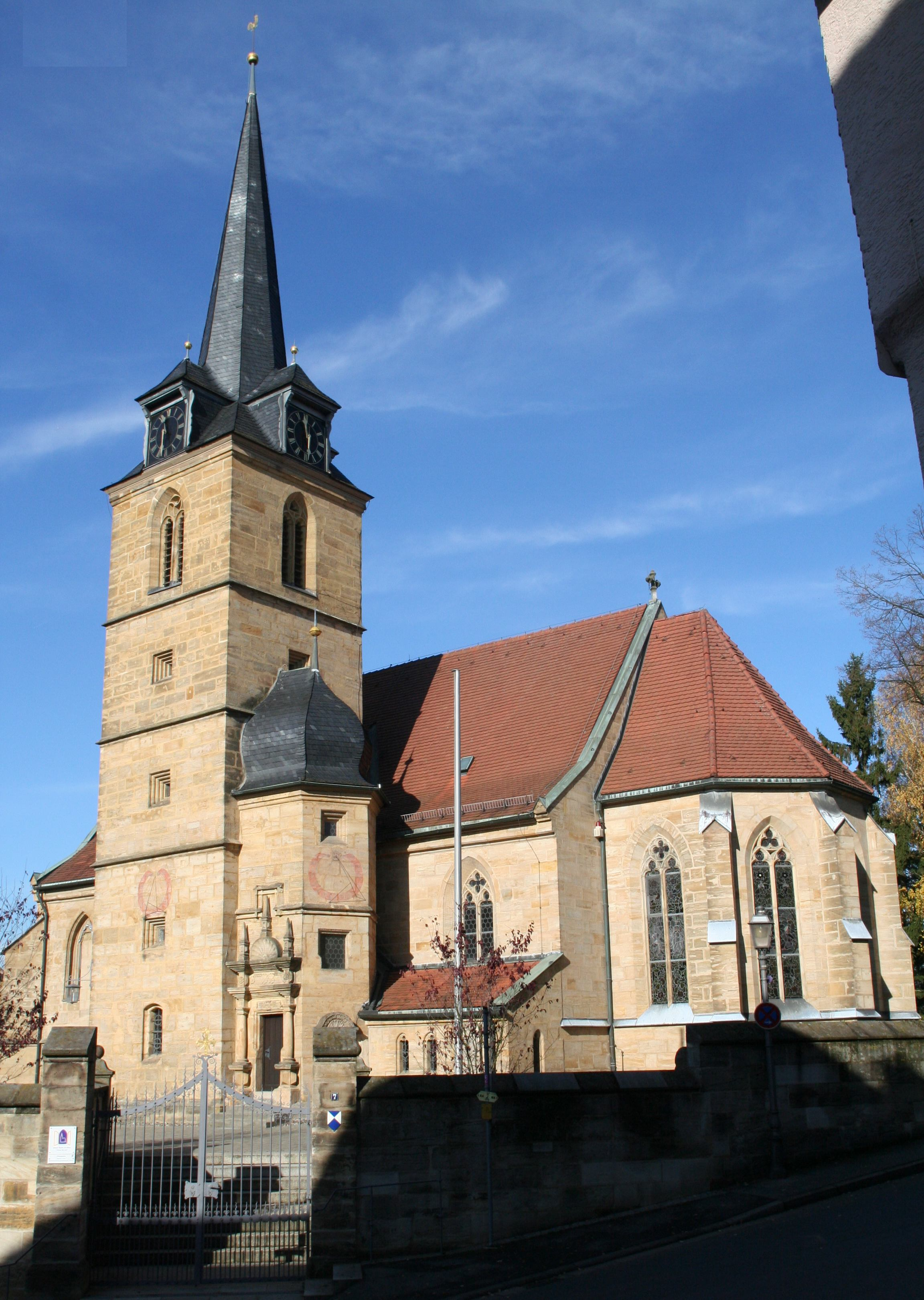
Stadtpfarrkirche St. Jakob

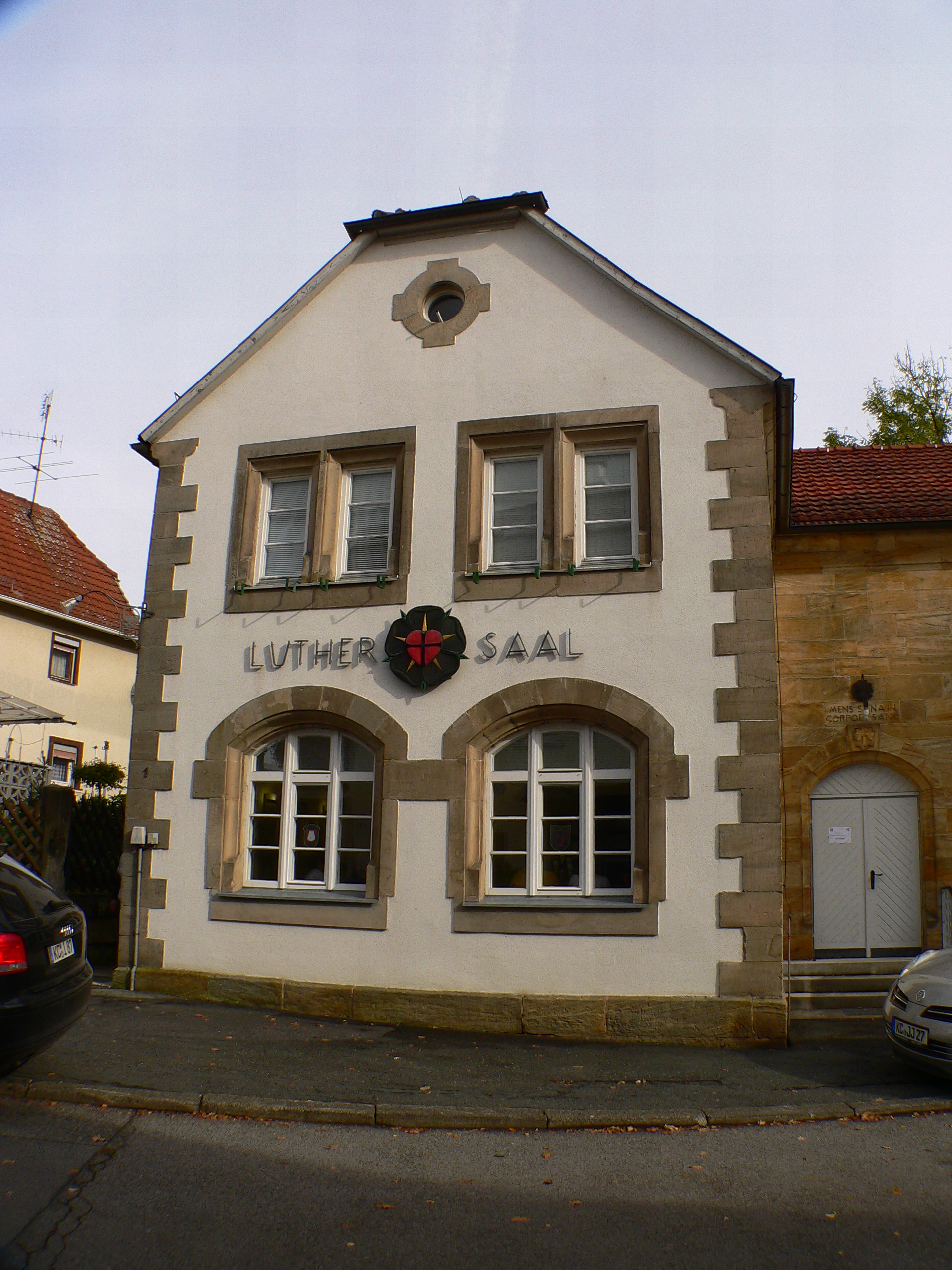
Luther-Saal

Küps ist ein Markt im Landkreis Kronach (Oberfranken, Bayern), der an der Bayerischen Porzellanstraße liegt.

## Geographie

### Lage
Die Gemeinde ist im Naturpark Frankenwald an der Rodach gelegen. Durch die Gemeinde Küps fließt, vom Weiler Rödern kommend, der Krebsbach, der in die Rodach mündet.

### Gemeindegliederung
Die Gemeinde Küps hat 29 Gemeindeteile (in Klammern ist der Siedlungstyp angegeben):
- Au (Dorf)
- Burkersdorf (Pfarrdorf)
- Emmersheim (Einöde)
- Gypsmühle (Einöde)
- Hain (Kirchdorf)
- Hall (Einöde)
- Hinterloh (Einöde)
- Hummenberg (Dorf)
- Johannisthal (Kirchdorf)
- Kachelmannsberg (Einöde)
- Köhlersloh (Weiler)
- Krienesschneidmühle (Einöde)
- Küps (Hauptort)
- Lerchenhof (Einöde)
- Löhlein (Einöde)
- Nagel (Dorf)
- Oberberg (Einöde)
- Oberlangenstadt (Dorf)
- Reinertshaus (Weiler)
- Rödern (Weiler)
- Schafhaus (Dorf)
- Schafhof (Einöde)
- Schmölz (Pfarrdorf)
- Theisenort (Pfarrdorf)
- Tiefenklein (Dorf)
- Tüschnitz (Dorf)
- Unterberg (Einöde)
- Wachholder (Einöde)
- Weides (Weiler)

Auf dem Gemeindegebiet befanden sich folgende Orte, die alle Wüstungen sind:
- Altenweiher
- Klöppermühle
- Lindenhof
- Melanger
- Meschbach
- Mönchsfeld
- Neuschneidmühle
- Porzellan-Fabrik
- Vorderloh
- Ziegelschneidmühle

## Geschichte

### Erste Erwähnung
Küps wurde erstmals in einer Schenkungsurkunde des Herren von Chubece an den Bischof von Bamberg vom 8. Juli 1151 erwähnt. Der Ortsname leitet sich von einem Flurnamen ab, dem das slawisches Wort Kupъ (Hügel) mit dem Verkleinerungssuffix –ъcъ zugrunde liegt und demnach kleiner Hügel bedeutet. Die heutige Form wurde 1598 erstmals bezeugt.

### 18. und 19. Jahrhundert
Gegen Ende des 18. Jahrhunderts gab es in Küps 131 Anwesen. Das Hochgericht übte das Rittergut Küps im begrenzten Umfang aus, es hatte ggf. an das bambergische Centamt Weismain auszuliefern. Die Dorf- und Gemeindeherrschaft hatte das Rittergut Küps inne. Grundherren waren
- das Rittergut Küps (102 Anwesen: 20 Fronsölden, 2 Güter, 20 Tropfhäuser, 6 halbe Tropfhäuser, 37 Häuser, 7 Wirtshäuser, 6 halbe Häuser, 2 Viertelhäuser, 2 Mahl- und Schneidmühlen),
- das Seniorat von Redwitz (9 Anwesen: 2 Gülthöfe, 2 Söldengüter, 2 Güter, 3 Häuser),
- die Pfarrei Küps (7 Anwesen: 1 Gülthof, 3 Güter, 2 Gütlein, 1 Haus),
- das bayreuthische Kastenamt Kulmbach (3 Anwesen: 1 Gütlein, 2 Häuser),
- das Rittergut Nagel-Oberlangenstadt (9 Anwesen: 2 Fronsölden, 1 Gut, 2 Söldengütlein, 4 Häuser),
- das Rittergut Tüschnitz (1 Haus als Freieigen).

Das Obere, Mittlere und Untere Schloss samt zugehörigen Gebäuden unterstanden dem Rittergut Küps unmittelbar. Das Herrschaftshaus in Melanger unterstand dem Seniorat von Redwitz. Außerdem gab es eine Pfarrkirche, einen Pfarrhof, ein Schul- und Kantorenhaus, eine Synagoge, ein Gemeindehirtenhaus und eine Gemeindeschmiede.
Mit dem Gemeindeedikt wurde 1808 der Steuerdistrikt Küps gebildet, zu dem Au, Buch, Eichenbühl, Hummendorf, Krienesschneidmühle, Melanger, Mittlere Schneidmühle, Neuschneidmühle, Neutennig, Obere Schneidmühle, Obertennig, Reinertshaus, Schieferhaus, Schiefermühle, Untere Schneidmühle, Untertennig und Ziegelschneidmühle gehörten. 1818 entstand die Ruralgemeinde Küps, zu der Melanger und Neuschneidmühle gehörten. Sie war in Verwaltung und Gerichtsbarkeit dem Landgericht Kronach zugeordnet und in der Finanzverwaltung dem Rentamt Kronach (1919 in Finanzamt Kronach umbenannt). In der freiwilligen Gerichtsbarkeit gehörten die meisten Anwesen bis 1848 Patrimonialgerichten an, die aus den ehemaligen Rittergütern entstanden. 1861 wurden zusätzlich Bronnhaus, Porzellanfabrik und Untere Schneidmühle als Gemeindeteile angegeben. Ab 1862 gehörte Küps zum Bezirksamt Kronach (1939 in Landkreis Kronach umbenannt). Die Gerichtsbarkeit blieb beim Landgericht Kronach (1879 in Amtsgericht Kronach umbenannt). Die Gemeinde hatte ursprünglich eine Fläche von 5,045 km².

### 20. Jahrhundert
Den Großteil des Zweiten Weltkriegs überstand Küps weitgehend unbeschadet, da der Ort mangels bedeutender Industrieanlagen nicht zu den Hauptangriffszielen der Alliierten gehörte. Wenige Wochen vor dem Ende des Krieges in Europa wurde Küps am 12. April 1945 von der in Richtung Osten vorrückenden 11. US-Panzerdivision der 3. US-Armee unter General Patton eingenommen und besetzt. Da die amerikanischen Truppen von in Küps stationierten Einheiten der Wehrmacht und der Waffen-SS angegriffen wurden, die Panzersperren vor dem Ort nicht geräumt und keine weißen Fahnen gehisst worden waren, wurde der Ort vor dem Einmarsch der US-Soldaten mehrere Stunden lang mit Artillerie beschossen. Dabei wurden über 100 Gebäude, darunter 36 Wohnhäuser, schwer beschädigt oder zerstört.

### Eingemeindungen
Am 1. April 1971 wurde die Gemeinde Tüschnitz eingegliedert. Am 1. Januar 1972 kam Hain dazu. Au folgte am 1. Januar 1976, Burkersdorf am 1. Januar 1977. Die Reihe der Eingemeindungen wurde am 1. Mai 1978 mit der Eingliederung der Gemeinden Johannisthal, Oberlangenstadt, Schmölz und Theisenort abgeschlossen.

### Einwohnerentwicklung
Im Zeitraum 1988 bis 2018 wuchs der Markt von 7064 auf 7823 Einwohner bzw. um 10,7 %, das ist der höchste prozentuale Zuwachs im Landkreis im genannten Zeitraum.
Gemeinde Küps
| Jahr      | 1987   | 2008   | 2009   | 2010   | 2011   | 2012   | 2013   | 2014   | 2015   | 2016   | 2017   |
| Einwohner | 7125   | 8023   | 8004   | 7935   | 7925   | 7850   | 7749   | 7706   | 7700   | 7745   | 7781   |
| Häuser    | 1927   |        |        |        |        |        |        | 2428   | 2428   | 2429   | 2437   |
| Quelle    | [ 15 ] | [ 16 ] | [ 16 ] | [ 16 ] | [ 16 ] | [ 16 ] | [ 16 ] | [ 16 ] | [ 16 ] | [ 16 ] | [ 16 ] |

Ort Küps (= bis zur Gebietsreform Gemeinde Küps)
| Jahr      | 1818  | 1840   | 1852   | 1855   | 1861  | 1867   | 1871   | 1875   | 1880   | 1885   | 1890   | 1895   | 1900   | 1905   | 1910   | 1919   | 1925   | 1933   | 1939   | 1946   | 1950   | 1952   | 1961   | 1970   | 1987   | 2007   |
| Einwohner | 867   | 1107   | 972    | 939    | 1020  | 1120   | 1138   | 1151   | 1173   | 1155   | 1135   | 1129   | 1137   | 1182   | 1252   | 1291   | 1577   | 1573   | 1568   | 2116   | 2278   | 2290   | 2490   | 2599   | 2249   | 2618   |
| Häuser    | 158   |        |        |        |       |        | 179    |        |        | 177    | 177    |        | 178    |        |        |        | 212    |        |        |        | 276    |        | 382    |        | 581    |        |
| Quelle    | [ 8 ] | [ 17 ] | [ 17 ] | [ 17 ] | [ 9 ] | [ 18 ] | [ 19 ] | [ 20 ] | [ 21 ] | [ 22 ] | [ 23 ] | [ 17 ] | [ 24 ] | [ 17 ] | [ 25 ] | [ 17 ] | [ 26 ] | [ 17 ] | [ 17 ] | [ 17 ] | [ 27 ] | [ 17 ] | [ 10 ] | [ 28 ] | [ 15 ] | [ 29 ] |

## Politik

### Marktgemeinderat
Die Kommunalwahlen führten zu folgenden Sitzverteilungen im Marktgemeinderat:
| Partei / Liste            | 2002 | 2008 | 2014 | 2020 |
| CSU                       | 6    | 6    | 8    | 9    |
| SPD                       | 4    | 5    | 7    | 6    |
| AfD                       | –    | –    | –    | 1    |
| Freie Wähler              | 4    | 5    | 5    | 4    |
| Soziale Demokraten Umland | 4    | 2    | –    | –    |
| Christlich-Soziale Bürger | 2    | 2    | –    | –    |
| Gesamt                    | 20   | 20   | 20   | 20   |

Die Wahlbeteiligung lag bei der Kommunalwahl am 15. März 2020 bei 54,2 Prozent.

### Bürgermeister
Bürgermeister von Küps war von 1972 bis 1990 Raimund Schramm (CSU) und von 1990 bis 1998 Oswald Marr (SPD), der anschließend bis 2016 Landrat des Landkreises Kronach war.
Von 1999 bis 2017 stand Herbert Schneider (parteilos) an der Spitze der Gemeinde. Bei der Bürgermeisterwahl am 27. Februar 2011 erlangte keiner der drei Kandidaten im 1. Wahlgang die absolute Mehrheit. Herbert Schneider erhielt 41,45 %, Bernd Rebhan (CSU) 36,90 % und Kerstin Schmidt-Müller (SPD) 21,65 %. Daher kam es am 13. März zu einer Stichwahl zwischen Herbert Schneider und Bernd Rebhan (CSU), die Schneider mit 52,99 % der Stimmen für sich entschied.
Am 5. Februar 2017 wurde der bisherige zweite Bürgermeister Bernd Rebhan zum Nachfolger des Ersten Bürgermeisters gewählt; Amtswechsel war am 21. März 2017.

### Wappen und Flagge
Wappen
| Wappen Markt Küps | Blasonierung: „Gespalten; vorne in Blau drei silberne Balken, überdeckt mit einem roten Schrägwellenbach; hinten in Blau ein rot bedachter silberner Turm.“ |
| Wappen Markt Küps | Wappenbegründung: Bis Anfang des 19. Jahrhunderts waren die Freiherren von Redwitz die Ortsherren von Küps. Ihr Stammwappen in der vorderen Schildhälfte des Gemeindewappens erinnert an die langwährende und prägende Beziehung zu der Gemeinde. Der so genannte Eisturm aus der Befestigungsanlage prägt das Ortsbild bis heute und ist das Wahrzeichen von Küps. Darauf weist der rotbedachte silberne Turm im Gemeindewappen. Wappengeschichte: Dieses Wappen wird seit 1951 geführt. |

Flagge
Die Gemeindeflagge ist weiß-rot-weiß.

### Gemeindepartnerschaften
- Seit 1991 mit der Landstadt Lauscha in Thüringen
- Seit 1993 mit der Gemeinde Plouay in der Bretagne (Frankreich)

## Religion
Etwa zwei Drittel der Bevölkerung sind evangelisch, ein Drittel ist katholisch. An die jüdische Gemeinde von Küps erinnern die ehemalige Synagoge und der jüdische Friedhof. Im Keller eines Hauses in der Straße Am Hirtengraben blieb eine Mikwe, ein jüdisches Tauchbad, erhalten.

## Wirtschaft und Infrastruktur

### Verkehr
Küps liegt an der Frankenwaldbahn und der Bundesstraße 173. Beide Verkehrswege führen nach Redwitz an der Rodach (5,5 km südwestlich) bzw. nach Kronach (6,3 km nordöstlich). Die Kreisstraße KC 13 verläuft nach Tüschnitz (1,1 km nordwestlich) bzw. nach Au (1,3 km nordöstlich), die KC 22 nach Burkersdorf. Gemeindeverbindungsstraßen führen nach Oberlangenstadt (1,3 km südwestlich) und nach Tiefenklein (2,2 km südöstlich).
Durch den Ort verläuft der Fränkische Marienweg.

### Ansässige Unternehmen
Der 1946 gegründete Sportschuhhersteller Brütting hat seinen Sitz in Küps. Im Gemeindeteil Schmölz ist das 1960 gegründete Unternehmen Julius Zöllner ansässig, ein führender Hersteller von Heimtextilien für Babys und Kleinkinder in Deutschland.

### Produktionsstandort für Porzellan
Die Porzellanherstellung in Küps lässt sich bis ins Jahr 1829 zurückverfolgen. Porzellanmanufakturen wie Albert Rosenlöcher, Wenck & Zitzmann, die Oberfränkische Porzellanfabrik Ohnemüller & Ulrich, die Porzellanfabrik Edelstein oder die Firma Wilhelm Rittirsch waren in Küps zuhause. Die Porzellantradition wird von der seit 1928 bestehenden Firma Lindner Porzellan fortgeführt.

## Regelmäßige Veranstaltungen
- Reitturnier „Bavarian Open“, Oberfrankens größtes Reitturnier (findet jährlich von Mittwoch bis Sonntag Mitte April statt)
- Galakonzert der Küpser Orchester im Februar oder März
- Sommerfest des Grieser Bundes am ersten Wochenende im Juni
- Bergfest der Vereinigten Nachbarn im Hinterviertel Küps im Juli
- Italienisches Sommernachtsfest der Freiwilligen Feuerwehr Johannisthal
- Marktkirchweih am letzten Wochenende im Juli
- Kunsthandwerkermarkt im Herbst (seit 2001)[36]
- Porzellanbörse im November (seit 2010)[37]
- Weihnachtsmarkt am zweiten Sonntag im Dezember

## Sehenswürdigkeiten

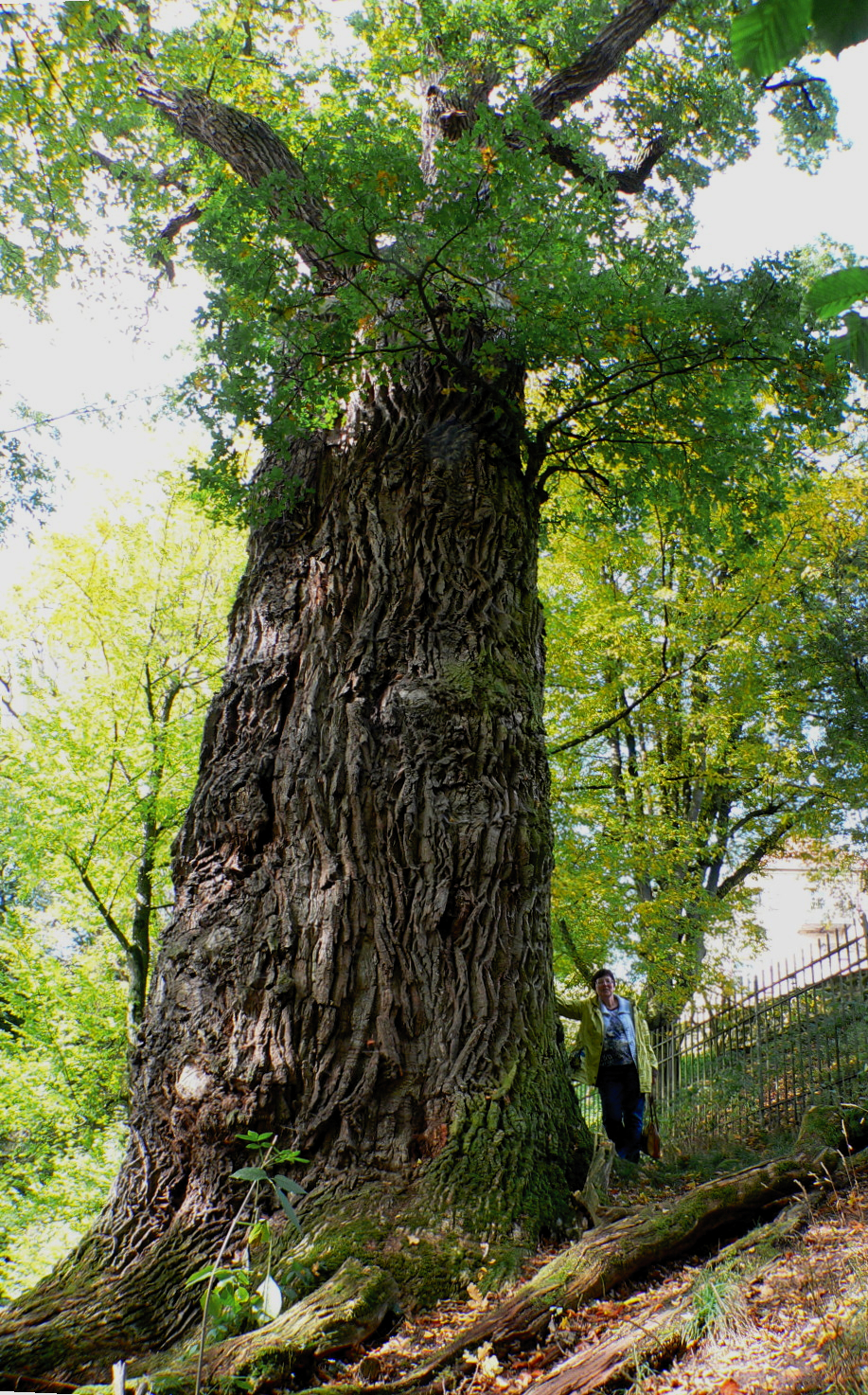
1000-jährige Eiche in Küps-Nagel

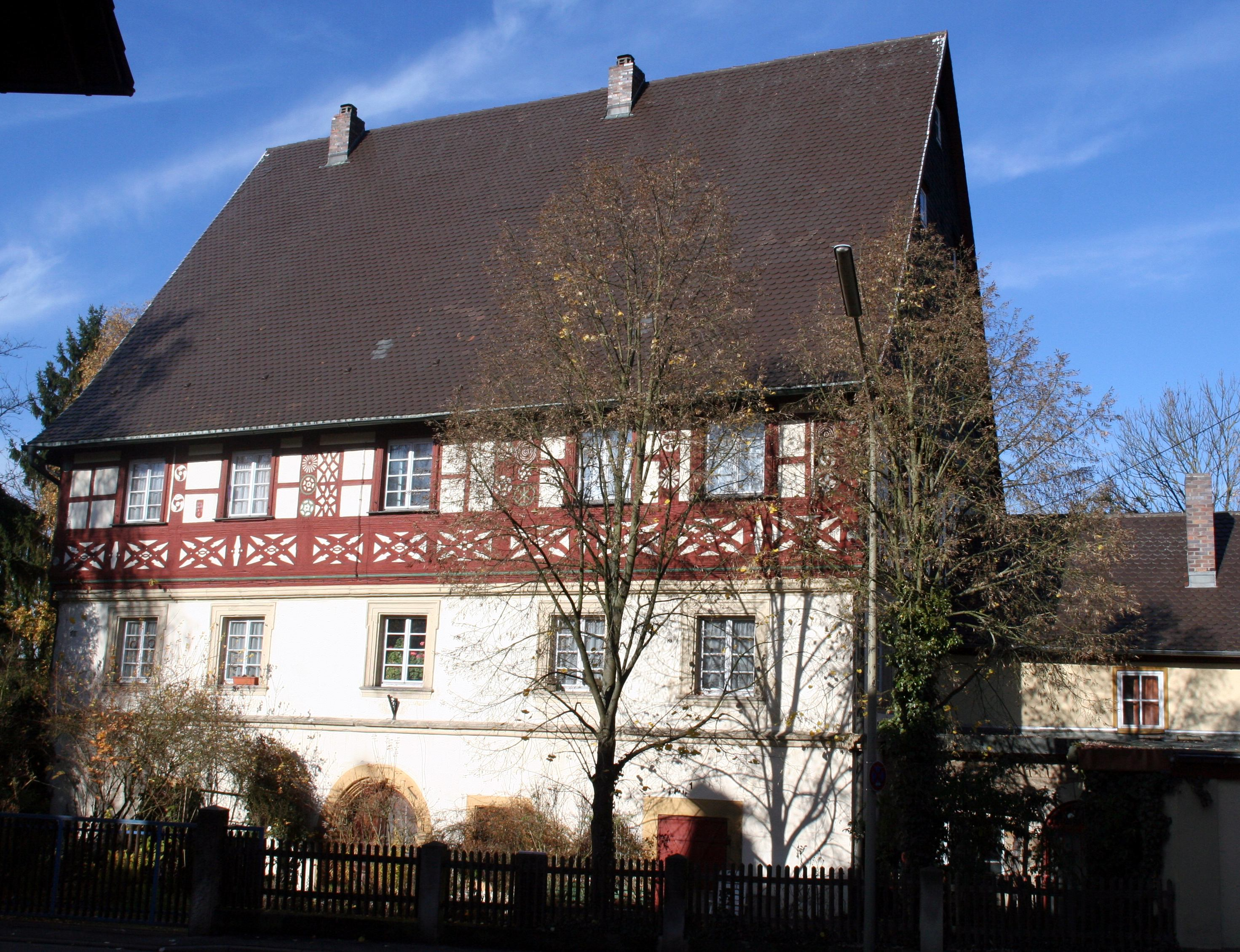
Oberes Schloss (Haus Schemenau)

- Stadtpfarrkirche St. Jakob, Marktplatz 7
- Neues Schloss, Am Plan 14
- Oberes Schloss, Kulmbacher Straße 1
- Altes Schloss, Mühlweg 2
- Luther-Saal (bis 1870 Synagoge), Am Hirtengraben 1
- Pfarrkirche Zur Heiligen Dreifaltigkeit im Gemeindeteil Hain
- Schloss Hain im Gemeindeteil Hain
- Schloss Alte Kemenate im Gemeindeteil Nagel
- Tausendjährige Eiche im Gemeindeteil Nagel mit einem BHU von 9,25 m (2017).[38]
- Schloss Oberlangenstadt im Gemeindeteil Oberlangenstadt
- Pfarrkirche St. Laurentius im Gemeindeteil Schmölz
- Schloss Schmölz im Gemeindeteil Schmölz
- Schloss Theisenort im Gemeindeteil Theisenort
- Simultankirche Zur Heiligen Dreifaltigkeit im Gemeindeteil Theisenort
- Wasserschloss Tüschnitz im Gemeindeteil Tüschnitz
- Wiedervereinigungsdenkmal Tüschnitz im Gemeindeteil Tüschnitz

## Persönlichkeiten

### Söhne und Töchter der Gemeinde
- Weigand von Redwitz (* 1476 in Tüschnitz; † 20. Mai 1556 in Kronach), Fürstbischof des Hochstiftes Bamberg
- Ludwig von Redwitz (* 10. August 1779 auf Schloss Schmölz; † 18. April 1848 in Speyer), Adeliger und Staatsbeamter
- Adam Leffer (* 9. Juni 1820 in Küps; 5. Mai 1883 ebenda), ortsansässiger Kaufmann und Abgeordneter
- Marie von Redwitz (* 9. Dezember 1856 in Schmölz; † 11. April 1933 in München), Adelige und Schriftstellerin
- Werner W. Boehm (* 19. Juni 1913 in Oberlangenstadt; † 18. Oktober 2011 in New Brunswick, New Jersey), US-amerikanischer Sozialarbeitswissenschaftler deutscher Herkunft
- Peter Betz (* 12. Oktober 1913 in Theisenort; † unbekannt), SS-Hauptscharführer in den Konzentrationslagern Dachau und Dora-Mittelbau
- Walter Wolfrum (* 23. Mai 1923 in Schmölz; † 26. August 2010 in Schwabach), Jagdflieger, Offizier der deutschen Luftwaffe und Kunstflieger
- Adolph Kurt Böhm (* 27. Juli 1926 in Oberlangenstadt; † 3. Februar 2020 in Murnau am Staffelsee), Komponist, Pianist, Liedbegleiter, Maler und Schriftsteller
- Oswald Marr (* 29. März 1947 in Schmölz), ehemaliger Landrat des Landkreises Kronach

### Sonstige
- Johann Georg Herzog (* 5. August 1822 in Hummendorf, aufgewachsen in Schmölz; † 3. Februar 1909 in München), Organist, Komponist und erster Leiter des Instituts für Kirchenmusik an der Friedrich-Alexander-Universität Erlangen-Nürnberg; u. a. auch Lehrer von Josef Gabriel Rheinberger[39]
- Oskar von Redwitz (* 28. Juni 1823 in Lichtenau (Mittelfranken); † 6. Juli 1891 in der Nervenheilanstalt St. Gilgenberg in Eckersdorf bei Bayreuth): deutscher Dichter, der ab 1854 auf Schloss Schmölz lebte
- Julius Isaak Edelstein (* 9. November 1882 in Groß Kummetschen, Kreis Goldap; † 30. November 1941 in Riga), deutscher Unternehmer und Gründer der Küpser Porzellanfabrik Edelstein
- Hans-Heinrich Herwarth von Bittenfeld (* 14. Juli 1904 in Berlin; † 21. August 1999 auf Schloss Küps bei Küps), u. a. Träger des Großen Bundesverdienstkreuzes mit Stern und Schulterband und des Großkreuz-Victoria-Ordens. Seit 1989 war er Akademischer Ehrenbürger der Universität Augsburg.
- Raimund Schramm (* 29. Juni 1931; † 4. August 2020), Diplomverwaltungswirt (FH), Altbürgermeister und Ehrenbürger, Träger des Bundesverdienstkreuzes am Bande, der Bayerischen Kommunalen Verdienstmedaille in Silber und der Ehrenmedaille in Gold des Marktes Küps
- Ingeborg Gossel-Pacher (* 1. August 1937 in Köln; † 9. August 2010 in Küps), österreichische Lyrikerin und Trägerin des Carinthia-Literaturpreises
- Hans-Peter Konle (* 16. Juni 1971 in Ellwangen), deutscher Springreiter, der in Küps wohnt und einen Ausbildungsstall betreibt